# 더 포스트
《더 포스트》(영어: The Post)는 2017년 개봉한 미국의 실화 기반 역사, 시대극, 드라마 영화이다. 스티븐 스필버그가 감독을, 리즈 해나와 조시 싱어가 각본을 맡았다. 워싱턴 포스트와 뉴욕 타임스지의 펜타곤 문서 공개 보도를 다룬다. 메릴 스트립이 워싱턴 포스트 최초의 여성 발행인 캐서린 그레이엄을, 톰 행크스가 편집장 밴 브래들리를 연기했다. 그리고 조연으로 세라 폴슨, 밥 오든커크, 트레이시 레츠, 브래들리 휫퍼드, 브루스 그린우드, 매슈 리스, 앨리슨 브리가 출연한다.

## 배경 사건
1966년, 베트남 전쟁의 한복판. 미 정부 전략분석가 댄 엘즈버그는 로버트 맥나마라 국방장관 아래서 전쟁 보고서를 작성중이다. 귀국하는 비행기 안에서 맥나마라 장관은 이 전쟁에는 희망이 없다고 단언하지만, 막상 기자회견에서는 낙관적인 대답을 내놓는다. 이에 의문을 품은 엘즈버그는 몇 년 후 랜드 연구소의 분석가로 재직하면서, 베트남전 보고서를 밀반출하여 뉴욕 타임스 기자에게 넘긴다.
1971년, 워싱턴 포스트의 발행인 캐서린 그레이엄은 아버지와 남편이 죽어 의도치 않게 오너가 된 인물이다. 신문 편집의 방향은 전적으로 벤 브래들리 편집장과 주변인물들에게 맡기는 한편, 이사진으로부터는 여성 발행인에 대한 편견 어린 시선을 견디고 있다. 이제 회사의 발전을 위해 주식 상장을 추진하고 있다. 그녀는 평소 맥나마라 장관과 절친한 사이였는데, 장관이 그녀를 직접 불러내어 뉴욕 타임스에 자신에게 불명예스러운 글이 실릴 것이라는 이야기를 한다. 다음날 뉴욕 타임스에는 정부가 트루먼에서 존슨까지 30년에 걸쳐 베트남에 군사적 개입을 했다는 문서, 일명 펜타곤 문서가 보도되었다. 포스트의 벤 브래들리는 특종을 또 타임스에 빼앗겼다는 생각에 애간장을 태운다. 그런데 법원은 펜타곤 문서에 대한 보도 금지를 요구하면서, 추가 보도를 할 경우 해당 언론과 언론인들을 구속시키겠다고 협박한다.
포스트의 편집부 벤 백디키언은 펜타곤 문서를 유출한 장본인 엘즈버그와 아는 사이였고, 그로부터 타임스의 것과 같은 문서를 입수한다. 이에 브래들리와 포스트 기자들은 보도를 준비하고, 포스트의 변호사들과 이사진은 회사를 위협할 수 있는 보도를 반대하고 나선다. 캐서린은 고심 끝에 보도를 지시한다. 변호사들은 백디키언으로부터 문서 입수처가 타임스와 같은 것이라는 대답을 얻어내고, 이를 보도한다면 캐서린과 브래들리가 구속되고 회사가 타격을 받을 수 있다면서 캐서린의 결정을 철회시키려고 한다. 캐서린은 발행인으로서 그러나 자신의 결정을 굽히지 않는다. 브래들리의 아내는 캐서린이 모든 것을 잃을 수 있는 위치에서도 올바른 결정을 내렸음을 칭송한다.
워싱턴 포스트의 보도가 세상에 나오고 백악관은 곧바로 보복 조치를 취한다. 뉴욕 타임스와 워싱턴 포스트가 함께 법원에 선다. 대법원은 언론의 손을 들어준다. 다른 언론들도 추가 보도를 하고 나섰다. 닉슨 대통령은 화가 나서 포스트 기자의 백악관 출입을 금한다. 1년이 지나, 워터게이트 사건을 암시하는 엔딩 장면으로 영화가 끝난다.

## 출연진
- 메릴 스트립 - 캐서린 그레이엄
- 톰 행크스 - 벤 브래들리
- 세라 폴슨 - 토니 브래들리
- 밥 오덴커크 - 벤 백디키언
- 매슈 리스 - 대니얼 엘즈버그
- 브루스 그린우드 - 로버트 맥나마라
- 트레이시 레츠 - 프리츠 비브
- 브래들리 휫퍼드 - 아서 파슨스
- 앨리슨 브리 - 랠리 그레이엄
- 캐리 쿤 - 멕 그린필드
- 제시 플레먼스 - 로저 클락
- 데이비드 크로스 - 하워드 사이먼스
- 마이클 스툴바그 - A.M. 로젠탈
- 잭 우즈 - 앤서니 에세이
- 팻 힐리 - 필립 L. 게엘린
- 존 루 - 진 패터슨
- 켈리 오코인 - 마로니 차관보
- 댄 부카틴스키 - 조 알솝
- 코터 스미스 - 윌리엄 마콤버
- 데이빗 코스터빌 - 아트 부쉬왈드
- 디어드리 러브조이 - 데비 레간
- 필립 카스노프 - 찰머스 로버츠

## 수상
| 연도 | 상                     | 분야              | 수상자                 |
| ---- | ---------------------- | ----------------- | ---------------------- |
| 2018 | 90회 아카데미시상식    | 여우주연상        | 메릴 스트립            |
| 2018 | 90회 아카데미시상식    | 작품상            | 더 포스트              |
| 2018 | 75회 골든글로브시상식  | 음악상            | 존 윌리엄스            |
| 2018 | 75회 골든글로브시상식  | 각본상            | 엘리자베스 한나 외 1명 |
| 2018 | 75회 골든글로브시상식  | 감독상            | 스티븐 스필버그        |
| 2018 | 75회 골든글로브시상식  | 남우주연상-드라마 | 톰 행크스              |
| 2018 | 75회 골든글로브시상식  | 여우주연상-드라마 | 메릴 스트립            |
| 2018 | 75회 골든글로브시상식  | 작품상-드라마     | 더 포스트              |
| 2017 | 크리틱스 초이스 시상식 | 편집상            | 마이클 칸 외 1명       |
| 2017 | 크리틱스 초이스 시상식 | 각본상            | 엘리자베스 한나 외 1명 |
| 2017 | 크리틱스 초이스 시상식 | 감독상            | 스티븐 스필버그        |
| 2017 | 크리틱스 초이스 시상식 | 여우주연상        | 메릴 스트립            |
| 2017 | 크리틱스 초이스 시상식 | 남우주연상        | 톰 행크스              |
| 2017 | 크리틱스 초이스 시상식 | 음악상            | 존 윌리엄스            |
| 2017 | 크리틱스 초이스 시상식 | 앙상블상          | 더 포스트              |
| 2017 | 크리틱스 초이스 시상식 | 작품상            | 더 포스트              |
| 2017 | 89회 미국비평가협회상  | 편집상            | 마이클 칸 외 1명       |
| 2017 | 89회 미국비평가협회상  | 여우주연상        | 메릴 스트립            |
| 2017 | 89회 미국비평가협회상  | 남우주연상        | 톰 행크스              |
| 2017 | 89회 미국비평가협회상  | 작품상            | 존 윌리엄스            |